# Lutschütz
Lutschütz ist ein Weiler in der Gemeinde Göhren im Landkreis Altenburger Land in Thüringen.

## Lage
Lutschütz befindet sich westlich von Altenburg im Zeitzer-Altenburger-Lösshügelland, einem Ausläufer der Leipziger Tieflandbucht. Verkehrsmäßig ist Lutschütz wie die weiteren Ortsteile von Göhren mit der Landesstraße 1362, der Kreisstraße 210 und mit Ortsverbindungswegen gut an das Verkehrsnetz angeschlossen. Die geographische Höhe des Ortes beträgt 200 m ü. NN. Durch den Ort fließt der Kleine Gerstenbach, ein Zufluss des Gerstenbachs, der in die Pleiße mündet.

## Geschichte
In dem Zeitraum von 1185 bis 1214 wurde erstmals der Weiler urkundlich genannt. Der Ortsname wird um 1200 als „Lunsiz“ angegeben. Dieses altsorbische Wort bedeutet „dreyspänniges, Wiesengrund“. Um 1445 besaß der Ort drei Anwesen einschließlich einer Mühle, die 1880 als „vierspänniges Pferdefrohngut, dreyspänniges Pferdefrohngut und Handfrohngut (Mühle)“ bezeichnet wurden. Die Anzahl der Gebäude ist bis in die Gegenwart unverändert geblieben. Neben einem Gemeindehaus bestand 200 m unterhalb eines Stauweihers eine Wassermühle. Diese steht wegen ihrer noch vorhandenen vollständigen Anlage als technisches Denkmal unter Schutz. Sie gehörte früher dem Rittergut Romschütz und entstand um 1720 in Lutschütz, da der durch Romschütz führende Schwanditzbach zu wenig Wasser führt.
Lutschütz gehörte zum wettinischen Amt Altenburg, welches ab dem 16. Jahrhundert aufgrund mehrerer Teilungen im Lauf seines Bestehens unter der Hoheit folgender Ernestinischer Herzogtümer stand: Herzogtum Sachsen (1554 bis 1572), Herzogtum Sachsen-Weimar (1572 bis 1603), Herzogtum Sachsen-Altenburg (1603 bis 1672), Herzogtum Sachsen-Gotha-Altenburg (1672 bis 1826). Bei der Neuordnung der Ernestinischen Herzogtümer im Jahr 1826 kam der Ort wiederum zum Herzogtum Sachsen-Altenburg.
Nach der Verwaltungsreform im Herzogtum gehörte er bezüglich der Verwaltung zum Ostkreis (bis 1900) bzw. zum Landratsamt Altenburg (ab 1900). Das Dorf gehörte ab 1918 zum Freistaat Sachsen-Altenburg, der 1920 im Land Thüringen aufging. 1922 kam es zum Landkreis Altenburg.
Am 1. Oktober 1938 wurde der Weiler Lutschütz nach Gödern eingemeindet. Dieses kam wiederum am 1. Juli 1950 zur Gemeinde Göhren. Bei der zweiten Kreisreform in der DDR wurden 1952 die bestehenden Länder aufgelöst und die Landkreise neu zugeschnitten. Somit kam Lutschütz als Ortsteil von Göhren mit dem Kreis Altenburg an den Bezirk Leipzig, der seit 1990 als Landkreis Altenburg zu Thüringen gehörte und 1994 im Landkreis Altenburger Land aufging. Im Weiler Lutschütz wohnten 2012 30 Einwohner.